# Metodi di soluzione numerica per equazioni differenziali ordinarie
I metodi di soluzione numerica per equazioni differenziali ordinarie permettono di risolvere in maniera approssimata equazioni differenziali ordinarie altrimenti non trattabili.

## Metodi a passo singolo
Un metodo numerico per la risoluzione di una equazione differenziale si definisce ad un passo se per ogni {\displaystyle n>0,y_{n+1}} dipende solamente da {\displaystyle y_{n}}. Altrimenti si parla di metodo a più passi o multistep.

### Metodi di Eulero

#### Metodo di Euleroesplicito(o "in avanti")
Si tratta di un metodo esplicito per risolvere un'equazione differenziale. Data l'equazione nella forma:
{\displaystyle y'={\frac {dy}{dx}}=f(x,y)}
con la condizione iniziale:
{\displaystyle y(x=x_{0})=y_{0}}
definita nel dominio {\displaystyle x\in [a,b]} è necessario prima di tutto discretizzare il dominio con un passo {\displaystyle h}, ottenendo i punti discreti {\displaystyle \lbrace x_{0},x_{1},\dots ,x_{N}\rbrace }, dove {\displaystyle x_{n}=x_{0}+nh}, con {\displaystyle x_{0}=a} e {\displaystyle x_{N}=b}. A questo punto il procedimento è quello di sostituire l'equazione della tangente alla funzione:
{\displaystyle y_{1}-y_{0}=f_{x_{0},y_{0}}\cdot (x_{1}-x_{0})}
{\displaystyle y_{2}-y_{1}=f_{x_{1},y_{1}}\cdot (x_{2}-x_{1})}
{\displaystyle \dots }
{\displaystyle Y-y_{n-1}=f_{x_{n-1},y_{n-1}}\cdot (x_{n}-x_{n-1})}
In questo modo la soluzione diviene una somma di funzioni lineari "troncate":
{\displaystyle Y=y_{0}+f_{x_{0},y_{0}}\cdot (x-x_{0})^{Tr}+f_{x_{1},y_{1}}\cdot (x-x_{1})^{Tr}+\cdots +f_{x_{n-1},y_{n-1}}\cdot (x-x_{n-1})^{Tr}}
in cui:
{\displaystyle (x-x_{i-1})^{Tr}={\begin{cases}0&{\text{ se }}x\leq x_{i-1}\\x-x_{i-1}&{\text{ se }}x_{i-1}\leq x\leq x_{i}\\x_{i}-x_{i-1}&{\text{ se }}x_{i}\leq x\end{cases}}}
per {\displaystyle i=1,\ldots ,n}.

#### Metodo di Euleroimplicito(o all'indietro)
Si tratta di un metodo implicito per risolvere un'equazione differenziale, ricavato dall'approssimazione della derivata con le differenze finite all'indietro:
{\displaystyle {\frac {dy}{dx}}\approx {\frac {y_{n}-y_{n-1}}{h}}}
che applicato all'equazione differenziale diventa:
{\displaystyle {\frac {y_{n}-y_{n-1}}{h}}=f(x_{n},y_{n})}
equivalente a:
{\displaystyle {\frac {y_{n+1}-y_{n}}{h}}=f(x_{n+1},y_{n+1})}
da cui otteniamo la formula risolutiva generica:
{\displaystyle y_{n+1}=y_{n}+hf(x_{n+1},y_{n+1})}
Per risolvere l'equazione ci si riconduce pertanto ad un problema di ricerca di zeri di una funzione. Pur essendo anch'esso un metodo del prim'ordine, è in generale più stabile dell'analogo metodo esplicito. I metodi di Eulero sono usati quasi esclusivamente in analisi numerica, poiché permettono di risolvere semplicemente equazioni differenziali mediante l'utilizzo del computer.

### Metodo dei trapezi (o metodo di Crank-Nicolson)
Non sempre i metodi precedenti sono utilizzabili nell'approssimazione numerica di equazioni differenziali. Ad esempio, nel caso del pendolo lineare:
{\displaystyle {\frac {d^{2}x}{dt^{2}}}+x=0}
i due metodi di Eulero porteranno, durante il processo di numerizzazione, a trasformare il centro in un fuoco. Esistono, dunque, altri metodi, uno di questi è il metodo dei trapezi. Questo metodo deriva comunque dai metodi di Eulero: è sufficiente sommare membro a membro la formula del metodo di Eulero esplicito e quella di Eulero implicito per ricavarne il nuovo metodo, come segue:
{\displaystyle y_{n+1}=y_{n}+{\frac {h}{2}}(f_{n}+f_{n+1})=y_{n}+{\frac {h}{2}}(y'_{n}+y'_{n+1})}
Il nome del metodo deriva dal fatto che la formula risultante ha la stessa forma utilizzata per approssimare l'integrale definito di una funzione come l'area di un trapezio.

### Metodo di Heun
Dapprima, calcolare:
{\displaystyle y_{n+1}^{(0)}=y_{n}+hf_{n}}
Poi, calcolare:
{\displaystyle y_{n+1}=y_{n}+{\frac {h}{2}}(f(x_{n},y_{n})+f(x_{n}+h,y_{n+1}^{(0)}))}

## Metodi multipasso
Questi metodi utilizzano non solamente {\displaystyle f_{n}} e {\displaystyle f_{n+1}} per calcolare {\displaystyle y_{n+1}} ma anche i valori {\displaystyle f_{n-k}}. Con tutti questi metodi, è necessario utilizzare dapprima un metodo a singolo passo (come il metodo di Eulero) per calcolare i primi valori dei {\displaystyle f_{n-k}}.

### Metodo di Adams-Bashforth
Metodo esplicito: 
{\displaystyle y_{n+1}=y_{n}+{\frac {h}{12}}(23f_{n}-16f_{n-1}+5f_{n-2})}
Fu utilizzata da John Couch Adams per risolvere le equazioni differenziali della teoria della capillarità (vedi la bibliografia).

### Metodo di Adams-Moulton
Metodo implicito: 
{\displaystyle y_{n+1}=y_{n}+{\frac {h}{12}}(5f_{n+1}+8f_{n}-f_{n-1})}

### Formule di differenziazione all'indietro
Le formule di differenziazione all'indietro (BDF) sono una famiglia di metodi impliciti usati specialmente per la soluzione di equazioni differenziali rigide.

## Metodi predittore-correttore
Un metodo predittore-correttore si forma di un metodo esplicito (il predittore) e un metodo implicito (il 
correttore). Dapprima il metodo esplicito è utilizzato per calcolare un'approssimazione di {\displaystyle y_{n+1}}, poi questa approssimazione di {\displaystyle y_{n+1}} è utilizzata nel metodo implicito per calcolare una migliore approssimazione di {\displaystyle y_{n+1}}. Il vantaggio di questo 
tipo di metodo è di evitare di risolvere un'equazione implicita per {\displaystyle y_{n+1}}. Un esempio di metodo predittore correttore è il metodo di Adams-Bashforth (il predittore) con il metodo di Adams-Moulton (il correttore).

## Metodo di approssimazione a serie di potenze
Le serie di potenze sono un algoritmo per costruire funzioni e quindi soluzioni di equazioni differenziali lineari. Il procedimento è quello di costruire formalmente una serie di potenze in modo che i suoi coefficienti soddisfino l'equazione differenziale, in particolare utilizzando le serie derivate, e controllare poi che la scelta dei coefficienti dia una serie convergente, quindi converga ad una funzione.

### Esempio
Si consideri:
{\displaystyle y'=5y}
Si costruisce formalmente le serie:
{\displaystyle \sum _{k=0}^{+\infty }ka_{k}x^{k-1}=5\cdot \sum _{k=0}^{+\infty }a_{k}x^{k}}
valutando i primi termini:
{\displaystyle a_{1}+2a_{2}\cdot x+3a_{3}\cdot x^{2}+...=5a_{0}+5a_{1}\cdot x+5a_{2}\cdot x^{2}+...}
uguagliando alle rispettive potenze della {\displaystyle x}:
{\displaystyle a_{1}=5a_{0}} che corrisponde a {\displaystyle a_{1}=5a_{0}}
{\displaystyle 2a_{2}=5a_{1}} che corrisponde a {\displaystyle a_{2}={\frac {5^{2}}{2}}a_{0}}
{\displaystyle 3a_{3}=5a_{2}} che corrisponde a {\displaystyle a_{3}={\frac {5^{3}}{3!}}a_{0}}
{\displaystyle \dots }
{\displaystyle ka_{k}=5a_{k-1}} che corrisponde alla serie:
{\displaystyle a_{0}\sum _{k=0}^{+\infty }{\frac {5^{k}\cdot x^{k}}{k!}}}
Questa serie è convergente in {\displaystyle \mathbb {R} } per ogni scelta di {\displaystyle a_{0}} (potendosi ricondurre alla serie esponenziale con la sostituzione {\displaystyle \xi =5x}) e la somma di tale serie, che è funzione di classe {\displaystyle C^{1}(\mathbb {R} )}, fornisce una soluzione dell'equazione differenziale.
Naturalmente l'algoritmo vale anche per equazioni differenziali lineari di ordini superiori.